# Komisja Odbiorcza Okrętów Podwodnych w Holandii
Komisja Odbiorcza Okrętów Podwodnych w Holandii – komisja powołana w 1938 przez Kierownictwo Marynarki Wojennej do odbioru polskich okrętów podwodnych  (ORP „Orzeł” i ORP „Sęp”) w holenderskich stoczniach.
Siedziba komisji mieściła się we Vlissingen.
Sprawozdania odbiorcze komisji były przesyłane do siedziby Kierownictwa Marynarki Wojennej w Warszawie.